# US Open 2004
Die 124. US Open 2004 waren ein internationales Tennisturnier und fanden vom 30. August bis zum 13. September 2004 im USTA Billie Jean King National Tennis Center im Flushing-Meadows-Park in New York, USA statt.

## Herreneinzel
Sieger:  Roger Federer
Finalgegner:  Lleyton Hewitt
Endstand: 6:0, 7:63, 6:0

### Setzliste
| Nr. | Spieler             | Erreichte Runde |
| --- | ------------------- | --------------- |
| 01. | Roger Federer       | Sieg            |
| 02. | Andy Roddick        | Viertelfinale   |
| 03. | Carlos Moyá         | 3. Runde        |
| 04. | Lleyton Hewitt      | Finale          |
| 05. | Tim Henman          | Halbfinale      |
| 06. | Andre Agassi        | Viertelfinale   |
| 07. | Juan Carlos Ferrero | 2. Runde        |
| 08. | David Nalbandian    | 2. Runde        |
| 09. | Gastón Gaudio       | 2. Runde        |
| 10. | Nicolás Massú       | 2. Runde        |
| 11. | Rainer Schüttler    | 1. Runde        |
| 12. | Sébastien Grosjean  | 2. Runde        |
| 13. | Marat Safin         | 1. Runde        |
| 14. | Fernando González   | 1. Runde        |
| 15. | Paradorn Srichaphan | 3. Runde        |
| 16. | Andrei Pavel        | Achtelfinale    |

| Nr. | Spieler            | Erreichte Runde |
| --- | ------------------ | --------------- |
| 17. | Juan Ignacio Chela | 1. Runde        |
| 18. | Tommy Robredo      | Achtelfinale    |
| 19. | Nicolas Kiefer     | Achtelfinale    |
| 20. | Gustavo Kuerten    | 1. Runde        |
| 21. | Taylor Dent        | 2. Runde        |
| 22. | Dominik Hrbatý     | Viertelfinale   |
| 23. | Vincent Spadea     | 2. Runde        |
| 24. | Ivan Ljubičić      | 1. Runde        |
| 25. | Jiří Novák         | 3. Runde        |
| 26. | Mardy Fish         | 2. Runde        |
| 27. | Mario Ančić        | 1. Runde        |
| 28. | Joachim Johansson  | Halbfinale      |
| 29. | Guillermo Cañas    | 3. Runde        |
| 30. | Feliciano López    | 3. Runde        |
| 31. | Fabrice Santoro    | 3. Runde        |
| 32. | Jonas Björkman     | 1. Runde        |

## Dameneinzel
Siegerin:  Swetlana Kusnezowa
Finalgegnerin:  Jelena Dementjewa
Endstand: 6:3, 7:5

### Setzliste
| Nr. | Spielerin              | Erreichte Runde |
| --- | ---------------------- | --------------- |
| 01. | Justine Henin-Hardenne | Achtelfinale    |
| 02. | Amélie Mauresmo        | Viertelfinale   |
| 03. | Serena Williams        | Viertelfinale   |
| 04. | Anastassija Myskina    | 2. Runde        |
| 05. | Lindsay Davenport      | Halbfinale      |
| 06. | Jelena Dementjewa      | Finale          |
| 07. | Marija Scharapowa      | 3. Runde        |
| 08. | Jennifer Capriati      | Halbfinale      |
| 09. | Swetlana Kusnezowa     | Sieg            |
| 10. | Wera Swonarjowa        | Achtelfinale    |
| 11. | Venus Williams         | Achtelfinale    |
| 12. | Ai Sugiyama            | Achtelfinale    |
| 13. | Paola Suárez           | 3. Runde        |
| 14. | Nadja Petrowa          | Viertelfinale   |
| 15. | Patty Schnyder         | Achtelfinale    |
| 16. | Francesca Schiavone    | Achtelfinale    |

| Nr. | Spielerin           | Erreichte Runde |
| --- | ------------------- | --------------- |
| 17. | Alicia Molik        | 2. Runde        |
| 18. | Karolina Šprem      | 1. Runde        |
| 19. | Silvia Farina Elia  | 3. Runde        |
| 20. | Chanda Rubin        | 3. Runde        |
| 21. | Amy Frazier         | 3. Runde        |
| 22. | Magdalena Maleewa   | 2. Runde        |
| 23. | Fabiola Zuluaga     | 3. Runde        |
| 24. | Anna Smaschnowa     | 1. Runde        |
| 25. | Jelena Lichowzewa   | 1. Runde        |
| 26. | Jelena Bowina       | 3. Runde        |
| 27. | Mary Pierce         | Achtelfinale    |
| 28. | Nathalie Dechy      | 3. Runde        |
| 29. | Eleni Daniilidou    | Achtelfinale    |
| 30. | Tatiana Golovin     | 3. Runde        |
| 31. | María Vento-Kabchi  | 3. Runde        |
| 32. | Meghann Shaughnessy | 1. Runde        |

## Herrendoppel
Sieger:  Mark Knowles &  Daniel Nestor
Finalgegner:  Leander Paes &  David Rikl
Endstand: 6:3, 6:3

### Setzliste
| Nr. | Paarung                        | Erreichte Runde |
| --- | ------------------------------ | --------------- |
| 01. | Jonas Björkman Todd Woodbridge | Achtelfinale    |
| 02. | Bob Bryan Mike Bryan           | Achtelfinale    |
| 03. | Mark Knowles Daniel Nestor     | Sieg            |
| 04. | Mahesh Bhupathi Maks Mirny     | Achtelfinale    |
| 05. | Michaël Llodra Fabrice Santoro | 2. Runde        |
| 06. | Wayne Black Kevin Ullyett      | Viertelfinale   |
| 07. | Wayne Arthurs Paul Hanley      | 1. Runde        |
| 08. | Martin Damm Cyril Suk          | Achtelfinale    |

| Nr. | Paarung                       | Erreichte Runde |
| --- | ----------------------------- | --------------- |
| 09. | Julian Knowle Nenad Zimonjić  | 2. Runde        |
| 10. | Gastón Etlis Martín Rodríguez | 1. Runde        |
| 11. | František Čermák Leoš Friedl  | 1. Runde        |
| 12. | Jared Palmer Pavel Vízner     | Achtelfinale    |
| 13. | Leander Paes David Rikl       | Finale          |
| 14. | Jonathan Erlich Andy Ram      | 1. Runde        |
| 15. | Lucas Arnold Ker Mariano Hood | 2. Runde        |
| 16. | Chris Haggard Petr Pála       | 1. Runde        |

## Damendoppel
Siegerinnen:  Virginia Ruano-Pascual &  Paola Suárez
Finalgegnerinnen:  Swetlana Kusnezowa &  Jelena Lichowzewa
Endstand: 6:4, 7:5

### Setzliste
| Nr. | Paarung                              | Erreichte Runde |
| --- | ------------------------------------ | --------------- |
| 01. | Virginia Ruano Pascual Paola Suárez  | Sieg            |
| 02. | Swetlana Kusnezowa Jelena Lichowzewa | Finale          |
| 03. | Cara Black Rennae Stubbs             | Achtelfinale    |
| 04. | Nadja Petrowa Meghann Shaughnessy    | 2. Runde        |
| 05. | Martina Navratilova Lisa Raymond     | Viertelfinale   |
| 06. | Janette Husárová Conchita Martínez   | Viertelfinale   |
| 07. | Liezel Huber Tamarine Tanasugarn     | Viertelfinale   |
| 08. | Anastassija Myskina Wera Swonarjowa  | 1. Runde        |

| Nr. | Paarung                                | Erreichte Runde |
| --- | -------------------------------------- | --------------- |
| 09. | Marion Bartoli Myriam Casanova         | 1. Runde        |
| 10. | Émilie Loit Nicole Pratt               | Achtelfinale    |
| 11. | María Vento-Kabchi Angelique Widjaja   | 1. Runde        |
| 12. | Barbara Schett Patty Schnyder          | Halbfinale      |
| 13. | Alicia Molik Magüi Serna               | 1. Runde        |
| 14. | Silvia Farina Elia Francesca Schiavone | 2. Runde        |
| 15. | Jelena Dementjewa Ai Sugiyama          | Halbfinale      |
| 16. | Els Callens Petra Mandula              | 1. Runde        |

## Mixed
Sieger:  Wera Swonarjowa &  Bob Bryan
Finalgegner:  Alicia Molik &  Todd Woodbridge
Endstand: 6:3, 6:4

### Setzliste
| Nr. | Paarung                      | Erreichte Runde |
| --- | ---------------------------- | --------------- |
| 01. | Daniel Nestor Rennae Stubbs  | Halbfinale      |
| 02. | Wayne Black Cara Black       | Achtelfinale    |
| 03. | Mahesh Bhupathi Lisa Raymond | Achtelfinale    |
| 04. | Bob Bryan Wera Swonarjowa    | Sieg            |

| Nr. | Paarung                             | Erreichte Runde |
| --- | ----------------------------------- | --------------- |
| 05. | Nenad Zimonjić Jelena Lichowzewa    | Viertelfinale   |
| 06. | Kevin Ullyett Ai Sugiyama           | Achtelfinale    |
| 07. | Jared Palmer Virginia Ruano Pascual | Achtelfinale    |
| 08. | Leander Paes Martina Navratilova    | Halbfinale      |